# Armin Göttlicher
Armin Göttlicher (* 15. Jänner 1977) ist ein österreichischer Basketballtrainer.

## Laufbahn
Göttlicher war erst Spieler beim BK Klosterneuburg, als Trainer führte er 2011 die U22-Mannschaft zur Meisterschaft und war bereits ab 2005 Co-Trainer der Klosterneuburger Kampfmannschaft, mit der er 2012 österreichischer Staatsmeister wurde. Als Trainer im Jugendbereich führte er neben der U22 weitere Mannschaften Klosterneuburgs zum Gewinn des nationalen Meistertitels, und zwar in den Altersklassen U16 sowie U18. Nach dem Rücktritt Robert Langers im Dezember 2014 übernahm Göttlicher zunächst kommissarisch den Posten als Cheftrainer und wurde dann fest verantwortlicher Trainer. Im März 2016 wurde Göttlicher als Klosterneuburgs Trainer aufgrund der „nicht zufriedenstellenden“ sportlichen Entwicklung abgesetzt und durch Werner Sallomon ersetzt.
Göttlicher war 2010 und 2012 neben seinen Aufgaben in Klosterneuburg auch Co-Trainer der U20-Nationalmannschaft und 2013 der A-Nationalmannschaft. Im Juli 2010 gewann Österreichs U20 unter der Leitung von Cheftrainer Sallomon und Assistent Göttlicher Gold bei der B-Europameisterschaft, womit zugleich der Aufstieg in die A-Gruppe verbunden war.
Im Juli 2016 wurde Göttlicher Trainer des Zweitligisten St. Pölten, nach einem Jahr kam es im Sommer 2017 zur Trennung, seitens des Vereins wurden „Auffassungsunterschiede“ als Grund angegeben. Zuvor wurde St. Pölten unter Göttlichers Leitung Vizemeister der 2. Bundesliga.